# Valdo Fusi
Valdo Fusi (Pavia, 9 maggio 1911 – Isola d'Asti, 2 luglio 1975) è stato un avvocato, politico e scrittore italiano, membro del CLN piemontese e imputato nel Processo di Torino.

## Biografia
Nato da commercianti della piccola borghesia pavese, si trasferì a Torino nel 1929 con la famiglia e si diplomò al liceo classico "Massimo d'Azeglio" nel 1930. Sin da adolescente fece parte dell'Azione Cattolica della cui federazione giovanile, negli anni 1930, fu responsabile dell'ufficio ricreativo; fu anche segretario della Federazione Universitaria Cattolica Italiana di Torino, e in quel periodo compose  riviste teatrali comico-satiriche e collaborò a periodici del mondo cattolico. Conseguita la laurea in giurisprudenza nel 1934 e svolto il servizio militare come ufficiale di complemento del 1º Reggimento "Granatieri di Sardegna", iniziò la carriera forense come avvocato penalista.
Dopo l'8 settembre prese parte alla Resistenza, rappresentando la Democrazia Cristiana nel comitato militare piemontese del Comitato di liberazione nazionale. Il 31 marzo 1944 venne arrestato con la maggior parte del CLN militare italiano nel Duomo di Torino; nel Processo di Torino, immediatamente istituito presso il tribunale speciale, e fortemente voluto da Benito Mussolini, venne accusato assieme ai suoi compagni di "attentati contro l'integrità, l'indipendenza e l'unità della Repubblica sociale italiana", ma venne assolto per insufficienza di prove: raccontò poi la sua esperienza nel saggio Fiori rossi al Martinetto. Riparato in Svizzera, venne internato nel Canton Ticino a Loverciano; da lì fuggì per raggiungere l'Ossola e unirsi ai partigiani della Divisione "Piave". Mentre la sua formazione procedeva di notte in Val Formazza per raggiungere e difendere Domodossola, Valdo Fusi rimase gravemente ferito nel ribaltamento del camion che trasportava i partigiani. Ricoverato in Svizzera in condizioni disperate, fu operato alla spina dorsale al Tiefenauspital di Berna. Dopo una lunga degenza poté rientrare a Torino solo nel maggio del 1945.
Nell'immediato dopoguerra, oltre a pubblicare articoli per il quotidiano della DC Il Popolo, Fusi contribuì con una ricerca di documenti ed informazioni alla difesa del colonnello Felice Biglio, uno dei giudici suoi accusatori nel processo di Torino ma contrario alla pena di morte. Durante il processo, svoltosi a Roma, che si concluse con l'assoluzione del Biglio, conobbe la figlia di questi Edoarda, che sposò nel 1948. Candidato ma non eletto nell'Assemblea Costituente, divenne consigliere comunale di Torino nel novembre 1946 e fu eletto alla Camera nella prima legislatura del 1948; nel 1951 fu eletto consigliere provinciale.
La sua carriera politica, spesso controcorrente anche rispetto al suo partito culminò con l'attività di dirigente nell'ufficio centrale DC per gli studi, la propaganda e la stampa (SPES), tra il 1951 e il 1952: non venne rieletto alla Camera nel 1953 né divenne senatore nel 1958. Continuò invece la carriera forense e fu molto attivo nella vita torinese: tra il 1955 e il 1965 fu presidente dell'Ente provinciale per il turismo di Torino, creando nel 1960 l'Ente manifestazioni torinesi; tra il 1965 e il 1970 divenne poi presidente dell'Ordine Mauriziano. Morì improvvisamente nella sua casa di Isola d'Asti.
La sua biblioteca ed il suo importante archivio sono stati donati dalla vedova alla Biblioteca di storia e cultura del Piemonte "Giuseppe Grosso" di Torino.

## Pubblicazioni
- Fiori rossi al Martinetto: Il processo di Torino: aprile 1944, Mursia (1968)
- Torino un po' , Mursia, (1976)

## Riconoscimenti e dediche
- Valdo Fusi fu proclamato cittadino benemerito di Pavia nel 1971 e gli venne conferita la cittadinanza onoraria del comune di Torino nel 1974.
- Dal 2000 il Centro Pannunzio ha istituito il "Premio Torino Libera" intitolato a Valdo Fusi: il premio «intende riconoscere le figure più significative del mondo torinese che hanno realizzato le loro attività attraverso una testimonianza di libertà, di spirito critico, di anticonformismo»

Valdo Fusi è inoltre presente nell'odonomastica italiana:
- piazzale Valdo Fusi a Torino
- via Valdo Fusi ad Airasca